# Фесенко, Иван Фёдорович
Ива́н Фёдорович Фесе́нко (27 мая [8 июня] 1846, Барановка, Шишацкий район — январь 1882, Одесса, Херсонская губерния) — украинский революционный народник, один из первых марксистов Украины и Российской империи.

## Биография
Родился в семье дьякона.
Учился в Полтавской духовной семинарии, но курса не закончил. Затем учился в Нежинском юридическом лицее.
В конце 1860-х перевелся в Императорский Санкт-Петербургский университет, где учился на филологическом, а затем юридическом факультете. В то время по взглядам был близок к чайковцам.
Организовывал народнические кружки в Петербурге (1874, 1876) и Киеве (1874-75), пропагандировал марксистские взгляды. С 1972 года имел изданный в русском переводе «Капитал» К. Маркса.
За границей, во время поездок в 1872-74 годах вместе с Дмитрием Лизогубом, встречался с К. Марксом и Ф. Энгельсом.
Когда у Георгия Плеханова, тогда студента Горного института, возникли проблемы с изучением трудов К. Маркса и Ф. Энгельса, его познакомили с Иваном Фесенко, который помог ему и другим начинающим марксистам Санкт-Петербурга овладеть основами экономической теории марксизма. Как опытный человек в изучении этих вопросов, он регулярно читал им лекции по политической экономии.
В июне 1875 года был арестован за социалистическую пропаганду в с. Александровке Екатеринославской губернии.
В 1876—1878 годах читал лекции среди рабочих Петербурга, пропагандируя взгляды К. Маркса.
Летом 1878 в связи с болезнью переехал в Одессу.
В январе 1880 года он снова был арестован. Перед отправкой в ссылку умер.

### Семья
Был женат на сестре Льва Дейча.